# DVB-T

DVB-T-Logo

DVB-T (Abkürzung für englisch Digital Video Broadcasting – Terrestrial; deutsch etwa: „Digitales Antennenfernsehen“) bezeichnet eine Variante von Digital Video Broadcasting (DVB), die für die Funkübertragung von digitalen Hörfunk- und Fernsehsignalen über terrestrische (erdgebundene) Wege verwendet wird. DVB-T wurde 1997 von dem Europäischen Institut für Telekommunikationsnormen (ETSI) im Standard EN 300 744 festgelegt und ist vor allem in verschiedenen europäischen, asiatischen und afrikanischen Staaten sowie in Australien Standard. Das nordamerikanische Pendant zu DVB heißt ATSC, das japanische ISDB und das der Volksrepublik China DTMB (früher DMB-T/H).
DVB-T ist in den verschiedenen Ländern oft unter einer anderen Abkürzung bekannt, im Vereinigten Königreich und Irland wird beispielsweise die Bezeichnung „Digital Terrestrial Television (DTT)“ und auch, soweit nicht kostenpflichtig („Pay-TV“), „Freeview“, in Spanien „Televisión Digital Terrestre (TDT)“ oder in Frankreich „Télévision numérique terrestre (TNT)“ verwendet.
Unter dem Begriff DVB-T2 wurde im Jahr 2008 der Nachfolgestandard vom Europäischen Institut für Telekommunikationsnormen (ETSI) mit der Bezeichnung EN 302 755 festgelegt. Mit DVB-T2 ist bei gleicher Kanalbandbreite die Übertragung von mehr Programmen oder in besserer Qualität (HD) möglich, DVB-T2 ist allerdings zu DVB-T nicht kompatibel.
Details zu den Umstellungsverfahren in einzelnen Ländern finden sich in den Artikeln DVB-T in Deutschland, DVB-T in Österreich und DVB-T in der Schweiz.

## Technik
| Modu- lation | Code- rate | Guard interval (Schutzintervall) | Guard interval (Schutzintervall) | Guard interval (Schutzintervall) | Guard interval (Schutzintervall) |
| ------------ | ---------- | -------------------------------- | -------------------------------- | -------------------------------- | -------------------------------- |
| Modu- lation | Code- rate | 1/4                              | 1/8                              | 1/16                             | 1/32                             |
| QPSK         | 1/2        | 4,976                            | 5,529                            | 5,855                            | 6,032                            |
| QPSK         | 2/3        | 6,635                            | 7,373                            | 7,806                            | 8,043                            |
| QPSK         | 3/4        | 7,465                            | 8,294                            | 8,782                            | 9,048                            |
| QPSK         | 5/6        | 8,294                            | 9,216                            | 9,758                            | 10,053                           |
| QPSK         | 7/8        | 8,709                            | 9,676                            | 10,246                           | 10,556                           |
| 16-QAM       | 1/2        | 9,953                            | 11,059                           | 11,709                           | 12,064                           |
| 16-QAM       | 2/3        | 13,271                           | 14,745                           | 15,612                           | 16,086                           |
| 16-QAM       | 3/4        | 14,929                           | 16,588                           | 17,564                           | 18,096                           |
| 16-QAM       | 5/6        | 16,588                           | 18,431                           | 19,516                           | 20,107                           |
| 16-QAM       | 7/8        | 17,418                           | 19,353                           | 20,491                           | 21,112                           |
| 64-QAM       | 1/2        | 14,929                           | 16,588                           | 17,564                           | 18,096                           |
| 64-QAM       | 2/3        | 19,906                           | 22,118                           | 23,419                           | 24,128                           |
| 64-QAM       | 3/4        | 22,394                           | 24,882                           | 26,346                           | 27,144                           |
| 64-QAM       | 5/6        | 24,882                           | 27,647                           | 29,273                           | 30,160                           |
| 64-QAM       | 7/8        | 26,126                           | 29,029                           | 30,737                           | 31,668                           |

Schema der Signalverarbeitung bei einer DVB-T-Sendeanlage, wie sie bei der terrestrischen Ausstrahlung Einsatz findet.

DVB-T beschreibt nicht eine Form der Videocodierung, sondern die physikalische Bitübertragungsschicht, um Inhaltsdaten wie Videodaten über eine terrestrische Funkausstrahlung zu verbreiten. Die genutzten Übertragungsfrequenzen entsprechen den schon vom analogen Rundfunk bekannten UHF- und VHF-Kanälen, von denen in Westeuropa im VHF-Bereich jeder 7 MHz und im UHF-Bereich jeder 8 MHz umfasst:
- VHF-Band III
  - vormals Kanal 5 bis 12 (inzwischen in D nur noch für DAB+ genutzter Bereich)
Frequenz = Kanalnummer × 7 MHz + 142,5 MHz
Frequenzband 177,5–226,5 MHz
- UHF-Band IV und V (DVB-T2)
  - Kanal 21 bis 60
Frequenz = Kanalnummer × 8 MHz + 306 MHz
Frequenzband 474–786 MHz[4]

Bei der digitalen Ausstrahlung lassen sich diese Funkkanäle effizienter ausnutzen als bei analoger Fernsehtechnik, da mehrere Fernsehprogramme pro Funkkanal in Form eines Multiplexes (MUX) übertragen werden können. Für die Modulation wird COFDM (Coded Orthogonal Frequency Division Multiplex) verwendet. Innerhalb der zur Verfügung stehenden Bandbreite – 7 MHz bei VHF und 8 MHz bei UHF – werden dabei mehrere tausend schmalbandige Einzelträger gesendet. Jeder dieser Einzelträger wird dann wiederum mit einem Modulationsverfahren wie Quadraturphasenumtastung (QPSK), Quadraturamplitudenmodulation mit 16 oder 64 Symbolen (16-QAM oder 64-QAM) moduliert.
Als Modulationsart wurde COFDM gewählt, da es aufgrund der Ausbreitungscharakteristik terrestrischer Funkausstrahlungen unter anderem zu Abschattungen und Mehrwegeausbreitungen des Funksignals kommen kann. Diese Störeinflüsse auf Funkkanälen werden unter dem Begriff Fading zusammengefasst. Weitere Unterschiede zu den Modulationsverfahren von DVB-S und DVB-C liegen in dem Punkt, dass bei der Ausstrahlung von DVB-T die Bildung eines Gleichwellennetzes vorgesehen ist: Dabei wird das idente Funksignal von mehreren, räumlich verteilten und aufeinander synchronisierten Sendeanlagen ausgestrahlt. Durch Interferenz, sowohl durch konstruktive als auch destruktive Überlagerung der Funksignale, kommt es dabei standortabhängig zu frequenzabhängigem Fading, welches nur einzelne der schmalbandigen Einzelträger in einem Funkkanal auslöscht. Durch redundante Verteilung der Information auf mehrere Einzelträger können mit COFDM so die Auswirkungen von Fading unterdrückt werden. Je nach Abstand der einzelnen Sender im Gebiet eines Gleichwellennetzes und Sendeleistung werden die Parameter der COFDM angepasst, wie zum Beispiel die Länge des Schutzintervalles oder die Wahl von QPSK, 16-QAM oder 64-QAM. Diese Einstellungen wirken sich direkt auf die Nutzdatenrate der Aussendung aus.
Die praktisch erreichte Datenübertragungsrate pro Kanal liegt je nach eingestellten Parametern zwischen circa 12 Mbit/s und knapp über 20 Mbit/s. Z. B. stellen Nordrhein-Westfalen und die meisten anderen Länder aufgrund der niedrigeren Senderdichte und des damit einhergehenden längeren Schutzintervalles nur 13,27 Mbit/s bereit, wogegen in Berlin bis zu 22,19 Mbit/s erzielt werden. Nach Angaben von DVB-T-Mitteldeutschland erreicht man dort bei 64-QAM bis zu 20 Mbit/s. Die Datenübertragungsrate in einem DVB-T Funkkanal wird auf mehrere (meistens vier) Programme aufgeteilt. Dafür werden Multiplexverfahren eingesetzt, die in einem DVB-T-Funkkanal zusammengefassten einzelnen und voneinander unabhängigen Fernsehprogramme werden als Mux bezeichnet. Jedes einzelne Programm erhält somit eine mittlere Bitrate von circa 3 Mbit/s bis 3,5 Mbit/s.
Bei der Übertragung von Bildern mit hohem Bewegungsanteil (z. B. Action- oder Sportszenen) mit nur 3,5 Mbit/s kommt es zu unübersehbaren Blockartefakten und zu erheblichen Strukturverlusten. Die Sendezentrale hat die Möglichkeit, die Datenübertragungsrate jedes Programms innerhalb des Multiplexes dynamisch und in bestimmten Grenzen zuzuweisen. Rein statistisch betrachtet wird nicht auf allen Programmen gleichzeitig die volle Bandbreite benötigt.
Wie bei den anderen DVB-Varianten auch werden bei DVB-T die Videodaten in einem MUX als MPEG-2-Transportstrom übertragen, für die Codierung der Videodaten wird bisher hauptsächlich MPEG-2-Video verwendet. Es ist aber technisch auch bei DVB-T problemlos möglich, mit MPEG-4 bzw. H.264 codierte Video-Datenströme zu versenden, wie beispielsweise in Slowenien und von 2009 bis 2014 zusätzlich zu MPEG-2 Programmen in den Räumen Stuttgart und Halle/Leipzig.

## Systemvergleich

### Vorteile von DVB-T gegenüber analogem Fernsehen

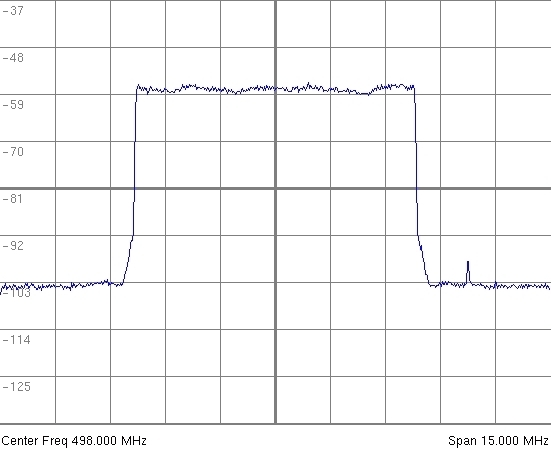
Spektrum eines DVB-T-Signals (8k-Modus)

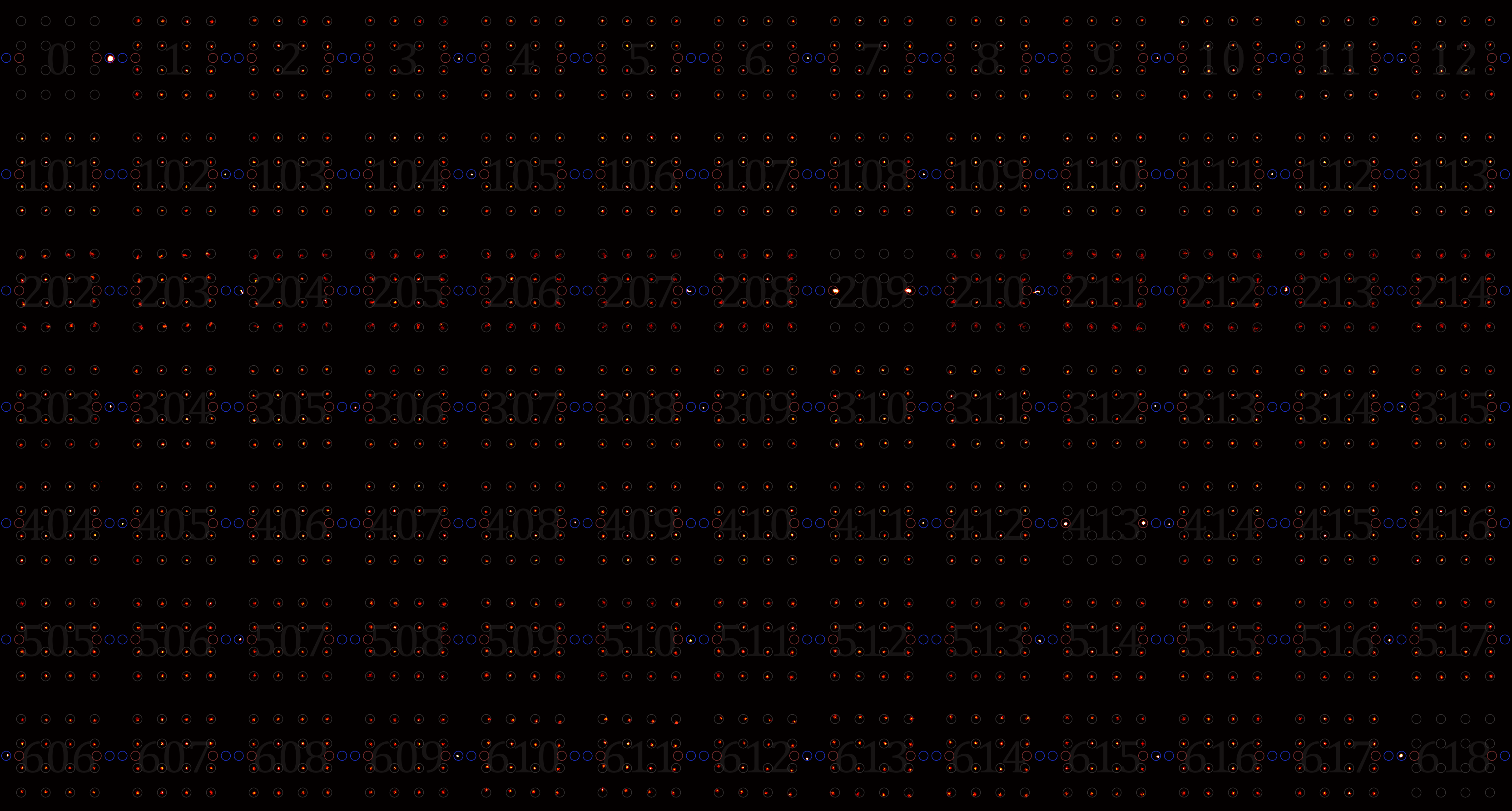
Konstellationsdiagramme der OFDM-Kanäle eines DVB-T-Signals (8k-Modus, 16-QAM)

Aufgrund digitaler Modulationsverfahren, kombiniert mit Datenkompression für die Videodaten wie MPEG-2 oder H.264, können mit DVB-T auf der Bandbreite eines Funkkanals für analoges Fernsehen drei bis sechs Fernsehprogramme in Standardauflösung ausgestrahlt werden. Bei HDTV würde sich die Anzahl auf ein (1080p25 bzw. 1080i50) oder zwei (720p25) Fernsehprogramme reduzieren. So laufen mit Stand 2012 in Frankreich und Großbritannien Regelaussendungen von HDTV-Programmen über DVB-T, parallel zu DVB-T2.
Ein weiterer Vorteil ist die Ausstrahlung eines MUX über mehrere Senderanlagen und der Betrieb eines Gleichwellennetzes (englisch Single Frequency Network abgek. SFN). Dies ist bei analoger Fernsehausstrahlung prinzipiell nicht möglich, da es in den Überlappungsregionen zu Interferenzen kommt, die die analoge Bildübertragung unmöglich machen. Ein analoges Fernsehprogramm blockiert über das eigentliche Sendegebiet hinausgehend den betreffenden Funkkanal, da entsprechend weite Schutzabstände bis zur „Wiederverwendung“ des Funkkanals nötig sind.
Weiter ist es mit DVB-T möglich, auch reine Hörfunkprogramme zusätzlich zu Fernsehprogrammen in einem Mux mit zu übertragen. Von diesen Möglichkeiten wird aber nicht immer Gebrauch gemacht.
Der Systemgewinn von DVB-T gegenüber analogem Fernsehen hängt von der konkreten Parametereinstellungen wie Modulation (QPSK, 16-QAM oder 64-QAM) und der eingesetzten Fehlerkorrektur (es können zwischen 12 und 50 Prozent der Bruttodatenübertragungsrate für die Fehlerkorrektur verwendet werden) ab. Je nach Rahmenbedingungen kann der Systemgewinn zwischen 0 dB und 35 dB liegen. Der Umgang mit dem Systemgewinn durch DVB-T ist unterschiedlich:
- In Großbritannien wurde er zur Erhöhung der Reichweite und zum Zwecke eines möglichst einfachen Empfangs genutzt. Es wird das DVB-T-Signal mit der zu analogen Fernsehzeiten üblichen Sendeleistungen wie beispielsweise 100 kW gesendet. Dadurch ist der Indoor-Empfang auch außerhalb von Ballungszentren oder in Fahrzeugen oft möglich.
- In Deutschland und Österreich wurde die Sendeleistung auf Werte bis zu zehn Prozent der Sendeleistung im Rahmen der DVB-T-Umstellung gesenkt. Dadurch kann es in manchen Fällen notwendig sein, kleinere Sendeanlagen zusätzlich aufzustellen. Beispielsweise wurde der DVB-T-Sendeturm Leipzig für die Verbreitung von DVB-T-Programmen in Betrieb genommen.

Nur bei günstiger Empfangslage (meistens in Ballungszentren) genügt für den Empfang häufig eine einfache Zimmerantenne auch für den Indoor-Empfang, die auch leicht selbst hergestellt werden kann. Portable Fernsehgeräte können bei entsprechender Signalstärke und dadurch bedingter guter Signalqualität überall betrieben werden, daher der in Deutschland zur Vermarktung verwendete Begriff „Das ÜberallFernsehen“. Ansonsten ist die meist vielerorts noch vorhandene Hausantennenanlage die optimale Lösung. In einigen Regionen, wie im Nordosten Deutschlands, ist die lokale Senderabdeckung so gering, dass auch eine übliche Dachantennenanlage keinen ausreichenden Empfang ermöglicht.

### Nachteile von DVB-T
Wie beim analogen terrestrischen Fernsehen ist auch bei DVB-T Überreichweitenempfang möglich. Sofern sich die Signale nicht gegenseitig stören, macht sich das atmosphärisch bedingt schwankende Überreichweitensignal durch eine schwankende Bildqualität mit zeitweiligen Aussetzern (schwarzes oder „einfrierendes“ Bild und Abriss der Tonübertragung) oder Klötzchenbildung bemerkbar. Das für diese Störungen besonders anfällige VHF-Band I wird u. a. deshalb für DVB-T nicht genutzt.
Ein Nachteil gegenüber analogem terrestrischen Fernsehen ist die Signalverzögerung von etwa zwei bis acht Sekunden. Diese entsteht durch die Digitalisierung der mehrere Bildsequenzen umfassenden Videocodierung beim Sender und bei der Decodierung im Empfänger. Dies kann bei Parallelübertragungen über unterschiedliche Übertragungswege bemerkt werden.
Durch die digitale Übertragung sind systembedingt kurzzeitig auch Bildstörungen durch Schwächen der Digitalisierungssysteme möglich. Ein störungsfreier Empfang in Zügen und im Autobahnverkehr oberhalb von 80 km/h ist nur in Abhängigkeit von den verwendeten Systemparametern und mit hohen Investitionskosten im Sendernetz oder durch „Diversity-Antennensysteme“ möglich.
Außerdem ist es bei DVB-T technisch leichter möglich, Fernsehprogramme zu verschlüsseln. Dadurch wird es für die Anbieter einfacher, von den Zuschauern zusätzliche Bezahlung (durch einmalige oder wiederkehrende kostenpflichtige Freischaltungen) zu verlangen. Entschlüsselnde Endgeräte können dazu nur über den Betreiber bezogen werden, der hierfür Preise nach eigenem Ermessen festlegen kann.
Bei digitalem Fernsehen nach DVB-S und DVB-C steht dagegen eine größere Anzahl an Fernsehprogrammen zur Verfügung. Bei DVB-S ist diese größere Programmvielfalt trotz einer geringeren spektralen Effizienz durch die größere zur Verfügung stehende gesamte Bandbreite und der Richtfunkeigenschaft von Satellitenverbindungen bedingt. Bei DVB-C, welches ausschließlich auf die Übertragung für Kabelfernsehen ausgelegt ist, fallen Übertragungsprobleme wie Mehrwegeausbreitung, Signalreflexionen und Fading weitgehend weg, auch die Anforderungen für den Betrieb eines Gleichwellennetzes spielen bei Kabelübertragung keine Rolle, wodurch in Summe ein höherwertiges Modulationsverfahren verwendet und damit eine größere Programmanzahl übertragen werden kann.